# Forteresse aldobrandesque (Rocchette di Fazio)
La forteresse aldobrandesque (en italien : Rocca aldobrandesca) est un château médiéval qui se dresse au sommet du village de Rocchette di Fazio, une frazione de la commune de Semproniano, dans la province de Grosseto en Toscane. Elle est aussi connue sous le nom de Castello di Rocchette di Fazio,.

## Histoire
Le château a été construit entre les XIIe et XIIIe siècles par la famille Aldobrandeschi sur le site d'une colonie préexistante qui remonte presque certainement à l'an mille. L'ensemble était entièrement entouré d'un système défensif, les murailles de Rocchette di Fazio, et regroupait les principaux édifices de la vie civile et religieuse de l'époque.
En 1274, le château fut rattaché au comté de Soana et, au cours du siècle suivant, il fut cédé aux Orsini de Pitigliano, après un passage temporaire à la famille Baschi d'Orvieto entre les deux siècles.
Au début du XVe siècle, le complexe fut gravement endommagé lors du siège réussi des troupes siennoises, après quoi il devint partie intégrante de la république de Sienne. C'est à la Renaissance que des travaux de reconstruction furent menés sur les parties précédemment endommagées ou détruites. Entre-temps, le village s'étendait vers la partie inférieure de la colline calcaire, même si aucun rempart extérieur n'était construit.
Au milieu du XVIe siècle, le château et toute la ville de Rocchette di Fazio furent rattachés au grand-duché de Toscane. Le château et l'enceinte connurent des périodes de dégradation à la fin du XVIIe siècle et au cours du siècle suivant ; des restaurations récentes ont permis de récupérer l'ensemble du noyau historique.

## Description
Le château de Rocchette di Fazio s'étend dans la partie haute de la ville. Contrairement aux châteaux proprement dits, le complexe fortifié constitue la zone castrale du village. Il est entièrement délimité par les murailles, qui incorporent quatre tours de guet et la forteresse aldobrandesque, qui apparaît sous forme de ruines le long du côté Est du périmètre des murs. L'accès à la zone du château se fait par quelques portes, dont l'une s'appelle la Porta del Castello.
À l'intérieur du château se trouvent différents bâtiments, pour la plupart indépendants, parmi lesquels se distingue l'église paroissiale Santa Cristina par sa position, actuellement déconsacrée, qui constituait autrefois le principal édifice religieux de tout le village. Parmi les bâtiments civils, il convient de mentionner les précieux complexes du Palais prétorien et du Palais de Justice. L'approvisionnement en eau était possible grâce à la présence de la citerne-puits rénovée au XVIe siècle.

## Galerie

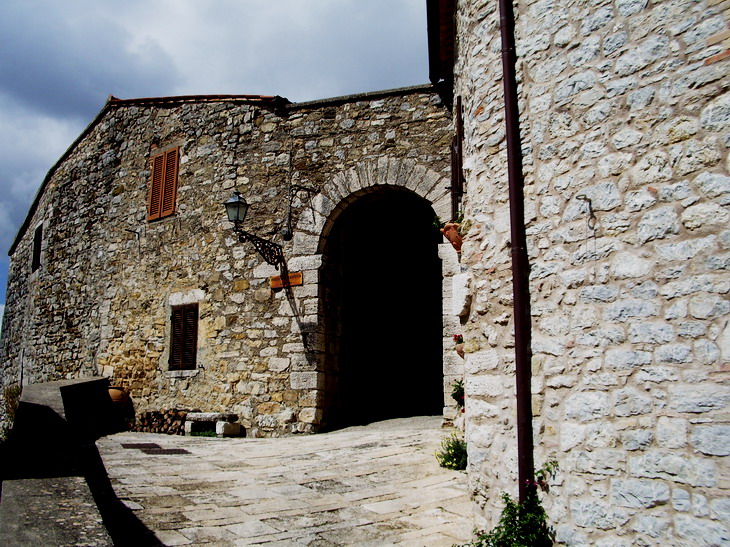
la Porta del Castello.
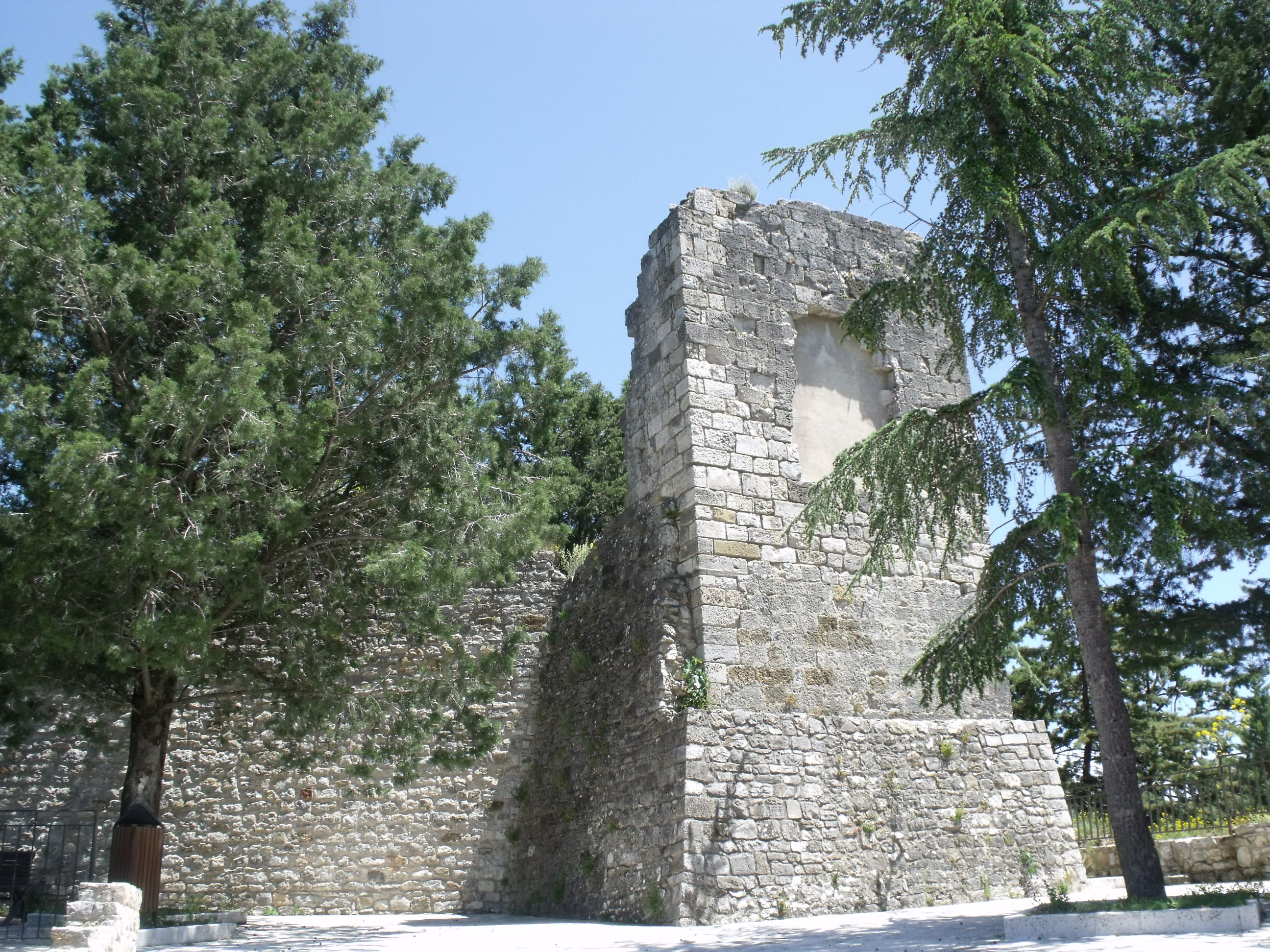